# L0phtCrack
L0phtCrack — застосунок для перевірки стійкості та відновлення паролів, розроблений Peiter Zatko спільно з L0pht Heavy Industries. L0phtCrack використовується для перевірки стійкості паролів та іноді для відновлення втрачених паролів до Microsoft Windows. L0phtCrack використовує словникову атаку, повний перебір, гібридні атаки та райдужні таблиці. Цей застосунок швидко став одним з найчастіше використовуваних інструментів хакерів, хоча переважно використовувались старі версії через низьку ціну та високу доступність[джерело?].
L0phtCrack випускався компанією @stake після приєднання L0pht до @stake у 2000 році. Після того як @stake була придбана Symantec у 2004, Symantec припинала продаж L0phtCrack, посилаючись на експортні обмеження США та припинила підтримку у грудні 2006 року.
У січні 2009 L0phtCrack був придбаний у Symantec своїми авторами Zatko, Wysopal та Rioux. L0phtCrack 6 був представлений на конференції SOURCE у Бостоні 11 березня 2009 року. L0phtCrack 6 містить підтримку 64-бітних платформ з Windows та оновлену підтримку веселкових таблиць. L0phtCrack 7 було випущено 30 серпня 2016. L0phtCrack 7 містить підтримку вкористання GPU для обчислень, що забезпечує зростання швидкодії до 500 разів, порівняно з попередніми версіями.